# 에브리바디 (텔레비전 프로그램)
《에브리바디》는 각 분야별 건강에 관한 정보를 제공해 주는 JTBC의 교양 프로그램이다.

## 방송 시간
| 방송 채널 | 방송 기간                          | 방송 시간          |
| --------- | ---------------------------------- | ------------------ |
| JTBC      | 2014년 11월 27일 ~ 2015년 3월 19일 | 목요일 밤 9시 40분 |

## 진행자

### MC
- 이영돈
- 김종국
- 강레오

### 패널
- 지상렬
- 한혜진 (8회 ~ 17회)

### 이전 패널
- 에네스 카야 (1회)
- 지나 (1회 ~ 7회)

## 방영 목록

### 2014년
| 회차 | 방송일    | 주제                             | 출연자                                             | 시청률 |
| ---- | --------- | -------------------------------- | -------------------------------------------------- | ------ |
| 1회  | 11월 27일 | <금연 - 담배 끊는 놈들 전성시대> | 윤일상, 홍진호, 김현철                             | 1.36%  |
| 2회  | 12월 4일  | <뱃살 - 미치도록 빼고 싶다9!>    | 박상면, 사유리, 한혜진, 배기성                     | 2.33%  |
| 3회  | 12월 11일 | <니毛를 찾아서 ? 탈모 대탈출!!>  | 홍석천, 장수원, 로빈, 황현희                       | 1.72%  |
| 4회  | 12월 18일 | <해장 비법>                      | 이계인, 김태우, 니콜, 크리스 존슨                  | 1.65%  |
| 5회  | 12월 25일 | <2014 건강 트렌드 BIG 4>         | 이영진, 조세호, * 전문의 : 남재현, 라이문트 로이어 | 1.95%  |

### 2015년
| 회차 | 방송일   | 주제                                   | 출연자                                                     | 시청률 |
| ---- | -------- | -------------------------------------- | ---------------------------------------------------------- | ------ |
| 6회  | 1월 1일  | <다산>                                 | 장동민, 김현숙, 정성호, 크리스티나                         | 1.59%  |
| 7회  | 1월 8일  | <동안>                                 | 전현무, 이지애 * 전문의 : 김종명 (성형외과)                | 2.23%  |
| 8회  | 1월 15일 | <치매>                                 | 전원주, 김종민, 사유리 * 전문의 : 라이문트 로이어 (한의사) | 2.27%  |
| 9회  | 1월 22일 | <키 쑥쑥 성장!>                        | 설수현, 허경환, 장성규 * 전문의 : 김현철 (정형외과)        | 1.87%  |
| 10회 | 1월 29일 | <세계 미녀들의 부위별 부기 빼기>       | 써니, 신봉선, 오승은 * 전문의 : 라이문트 로이어            | 1.90%  |
| 11회 | 2월 5일  | <세계 여성 갑부들의 뷰티 시크릿>       | 정가은, 최희, 김나영 * 전문의 : 허창훈 (피부과)            | 2.24%  |
| 12회 | 2월 12일 | <뜨거운 것이 좋아! 체온 높이기>        | 박은혜, 신보라, 기욤 패트리 * 전문의 : 왕혜문 (한의사)     | 2.50%  |
| 13회 | 2월 19일 | <허리 건강>                            | 지석진, 문지애, 허영지 * 전문의 : 라이문트 로이어          | 2.01%  |
| 14회 | 2월 26일 | <내 몸을 가볍게! 쾌변>                 | 황혜영, 이정, 이국주 * 전문의 : 남재현 (내과)              | 1.83%  |
| 15회 | 3월 5일  | <시간을 거스르는 자, 탄력UP! 프로젝트> | 최화정, 김정남, 정주리 * 전문의 : 이양원 (피부과)          | 1.74%  |
| 16회 | 3월 12일 | <세계 재벌남들의 건강 시크릿>          | 공형진, 장도연 * 전문의 : 강재헌 (가정의학과)              | 1.71%  |
| 17회 | 3월 19일 | <세계인의 LTE급 피로회복 비법>         | 엠버, 이익선 * 전문의 : 라이문트 로이어                    | 1.62%  |

(시청률 제공 : AGB닐슨 미디어 리서치 코리아)

※ 빨간색 글씨는 최고 시청률, 파란색 글씨는 최저 시청률을 나타낸다.

## 같이 보기
- 닥터의 승부
- 비타민